# Colour Genie
| QS-Informatik | Dieser Artikel wurde wegen inhaltlicher Mängel auf der Qualitätssicherungsseite der Redaktion Informatik eingetragen. Dies geschieht, um die Qualität der Artikel aus dem Themengebiet Informatik auf ein akzeptables Niveau zu bringen. Hilf mit, die inhaltlichen Mängel dieses Artikels zu beseitigen, und beteilige dich an der Diskussion! (+) Begründung: Überarbeitung notwendig: Fließtext, Belege. Knurrikowski (Diskussion) 14:50, 11. Apr. 2016 (CEST) |

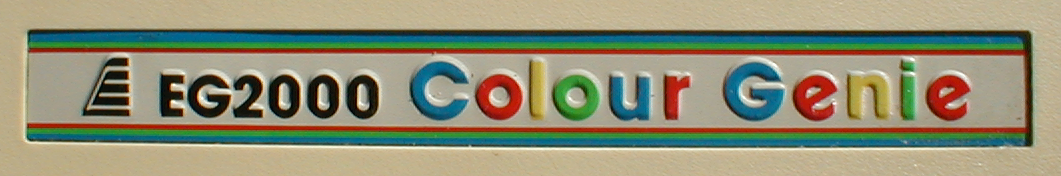
Logo

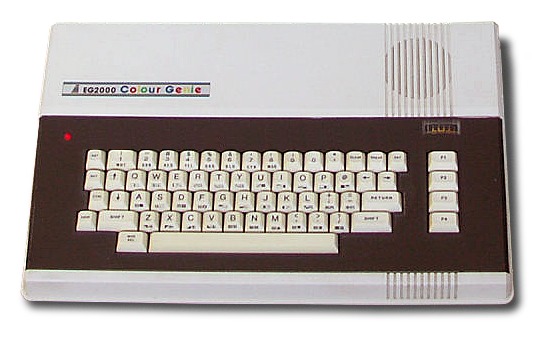
Colour Genie, Version von 1983 mit Pegelanzeige

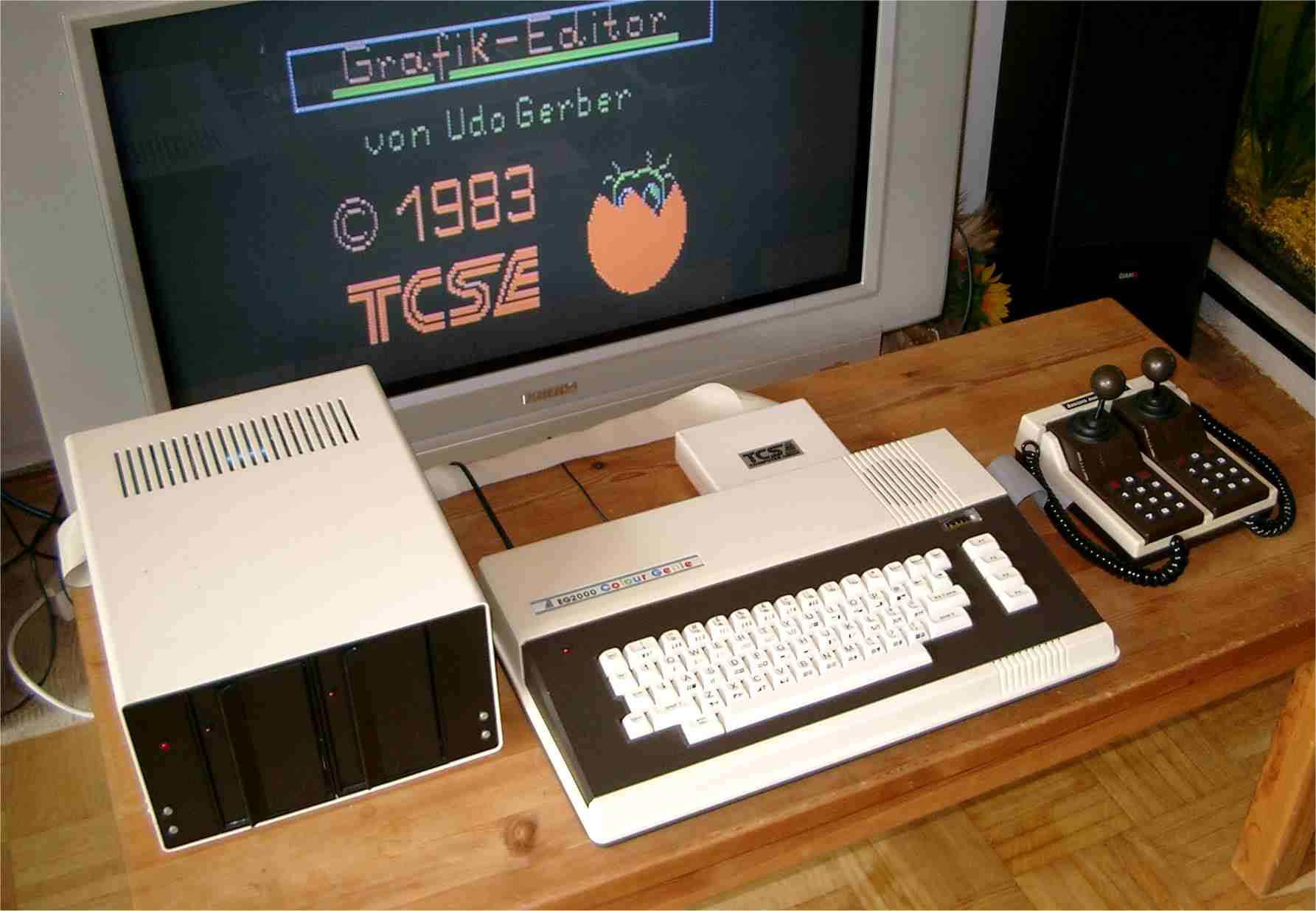
Colour Genie mit Diskettenlaufwerk und Joysticks (2006)

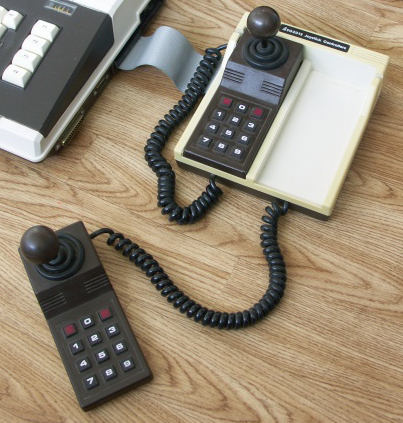
Joysticks EG2013

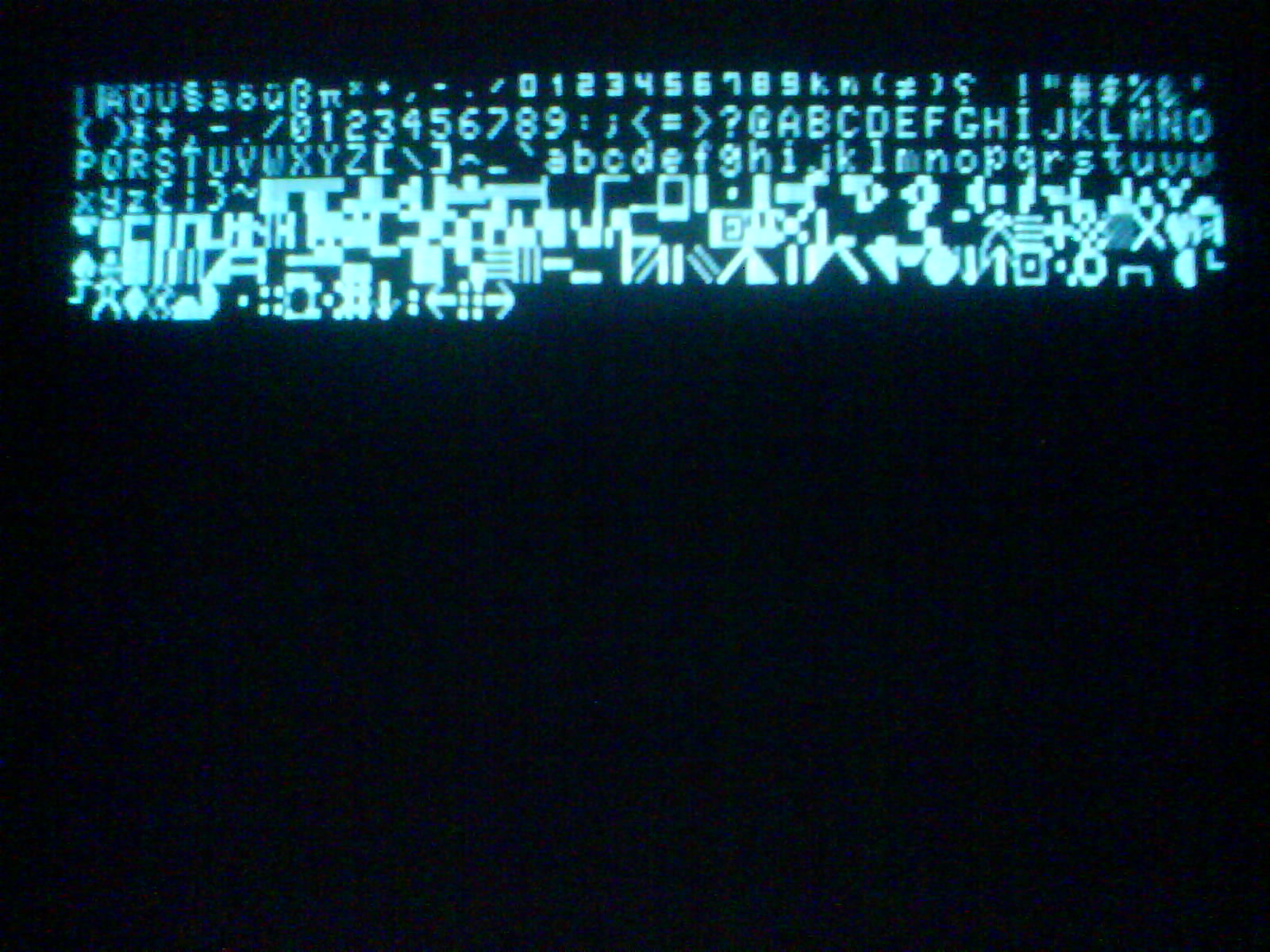
(deutscher) Zeichensatz

Das Colour Genie (EG2000) war ein 8-Bit-Computer, der im August 1982 auf den deutschen Markt kam. Das Gerät erreichte trotz anfänglichen Erfolgen nicht die angestrebten Verkaufszahlen und spielte insbesondere nach dem Erfolg des später vorgestellten C64 keine große Rolle mehr. Außerdem gab es eine Negativ-Bewertung in der Zeitschrift test der Stiftung Warentest. Hergestellt wurden die Genies von EACA in Hongkong. Der Vertrieb in Deutschland erfolgte über die Firma Trommeschläger Computer Studio (TCS) und den Computerfachhandel z. B. über die Firma Schmidtke Electronic in Aachen. Nach dem Konkurs von EACA und somit dem Wegfall eines der Hauptlieferanten musste auch TCS im August 1985 Konkurs anmelden.

## Anwendung
Die Programmierung erfolgte entweder über einen Assembler-Compiler oder über das im ROM hinterlegte Colour Basic. Nach dem Anschluss eines Diskettenlaufwerks erweiterte sich über EPROMs auf der Cartridge, die über ein Flachbandkabel mit dem Diskettencontroller verbunden war, der BASIC-Befehlssatz, vor allem um Befehle zur Verarbeitung von Zeichenketten. Außerdem kamen die für den Diskettenbetrieb benötigten CMD-Befehle hinzu. Auf der Platine der Cartridge war auch Platz für ein drittes (EP)ROM, das dann z. B. einen Maschinensprachemonitor oder ein Hardcopy-Programm enthalten konnte.
Die Benutzung des Kassettenrekorders als Speichermedium stellte eine große Herausforderung für die Geduld dar. Es dauerte zum Beispiel gut 20 Minuten, eines der größten Programme, das Spiel Deathtrap, zu laden, ein 3D-Adventure mit Zeichensatz-Grafik. Die Kassetten, auf denen die Spiele verkauft wurden, waren oft mit einem Zusatzbit am Ende als Kopierschutz versehen, der Kopierversuche erschweren sollte. Es wurde extra ein Programm vertrieben, welches Kassettenprogramme mit Kopierschutz versah (und mit dem die Kassetten dennoch – wie auch mit jedem guten HIFI-Kassettendeck mit zwei Laufwerken – kopiert werden konnten).
Die Basic-Programmierung erfolgte nicht wie heute üblich mit einem Texteditor, sondern mit einem Zeileneditor.
Es gab einen Grafik- und einen Textmodus für die Anzeige, zwischen denen im Programm beziehungsweise über die <MOD SEL>-Taste umgeschaltet werden konnte. Da die beiden Videospeicherbereiche an unterschiedlichen Adressen lagen, war es so möglich, während einer Textdarstellung im Hintergrund schon die Grafik aufzubauen. Eine Textdarstellung war auch im Grafikmodus möglich, aber die geringe Auflösung dieses Modus machte die Schriften extrem groß. Viele Spiele nutzten daher nicht den Grafikmodus, sondern bauten die Grafiken aus Sonderzeichen auf, welche sich frei definieren ließen. Ein einfacher Flugsimulator (eine Version eines TRS-80-Programms) benutzte so im Textmodus die programmierbaren Sonderzeichen, um die einfache, ruckelnde Vektorlandschaft und die Instrumente darzustellen. Durch entsprechende Programmierung der CRT-Register konnte die Grafik- und Textauflösung in begrenzten Bereichen verändert werden, Anwendung fand dies z. B. in den Spielen Chopper und Trashman.
Es wurde auch eine „Grafikkarte“ als Erweiterung angeboten, die allerdings nur die Zeichenanzahl im Textmodus veränderte.
Der Joystick EG2013 war eine Besonderheit, da er nicht wie bei Atari, Amiga und C64 üblich digital, sondern analog abgefragt wurde. So lieferte der Joystick je nach Stellung Werte zwischen 0 und 255 für die X- und Y-Achse (128 in Mittelstellung). So ließ sich eine Steuerung realisieren, welche die Weite der Joystickbewegung berücksichtigte.
Zweigte man die Steuerleitungen der Tastatur zu einer 9-poligen Buchse ab, konnte auch ein Atari-kompatibler Joystick verwendet werden. Alle Spiele, die die Pfeiltasten und die Leertaste verwendeten, konnten so auch mit einem Joystick gespielt werden.
Der Soundchip ermöglichte auch Sprachausgaben, wie z. B. im Spiel Crazy Paint II. Hier hat der Programmierer zwei kurze Samples seiner eigenen Stimme verwendet.
In Deutschland wurde das Handbuch „COLOUR BASIC - leicht gelernt“ mitgeliefert und es gab in Hamburg einen User-Club mit eigenem Clubmagazin „BYTE“, das allerdings nach zehn Ausgaben eingestellt wurde.

## Modellentwicklung
Ab April 1983 wurde das Colour Genie mit den sog. „Neuen Roms“ ausgeliefert. Äußerlich sind diese Modelle an dem eingebauten Pegelmesser für den Kassettenrekorderanschluss erkennbar. Die Auflösung im Textmodus wurde auf 40×25 Zeichen, die Grafikauflösung auf 160×102 Punkte erhöht. Außerdem wurden neue Basic Befehle hinzugefügt und Fehler in BASIC-Befehlen korrigiert. So war bei den ersten Modellen der Algorithmus des Basic-Befehls zum Füllen von Bildschirmbereichen bis zu einer Grenzfarbe fehlerhaft implementiert: Die Farbe „lief aus“. Man konnte die – in einer Steckfassung untergebrachten – Halbleiterbausteine im DIL-Gehäuse mit dem BASIC-Interpreter an den deutschen Distributor einschicken und bekam ca. 2 Wochen später eine korrigierte Version zurück. Offensichtlich war aber der Speicherplatz nicht ausreichend, sodass die Befehlsoption zum „schlagartigen“ Farbwechsel des Bildschirmhintergrunds im Grafikmodus entfallen war und durch eine wesentlich langsamere Methode (Zeichnen einer „Box“ in der gewünschten Farbe über den ganzen Bildschirm) ersetzt werden musste. Eine ausführliche Beschreibung der Veränderungen, die die ROMs mit sich bringen, befindet sich im Anhang des Handbuches „COLOUR BASIC - leicht gelernt“.

## Modellvarianten

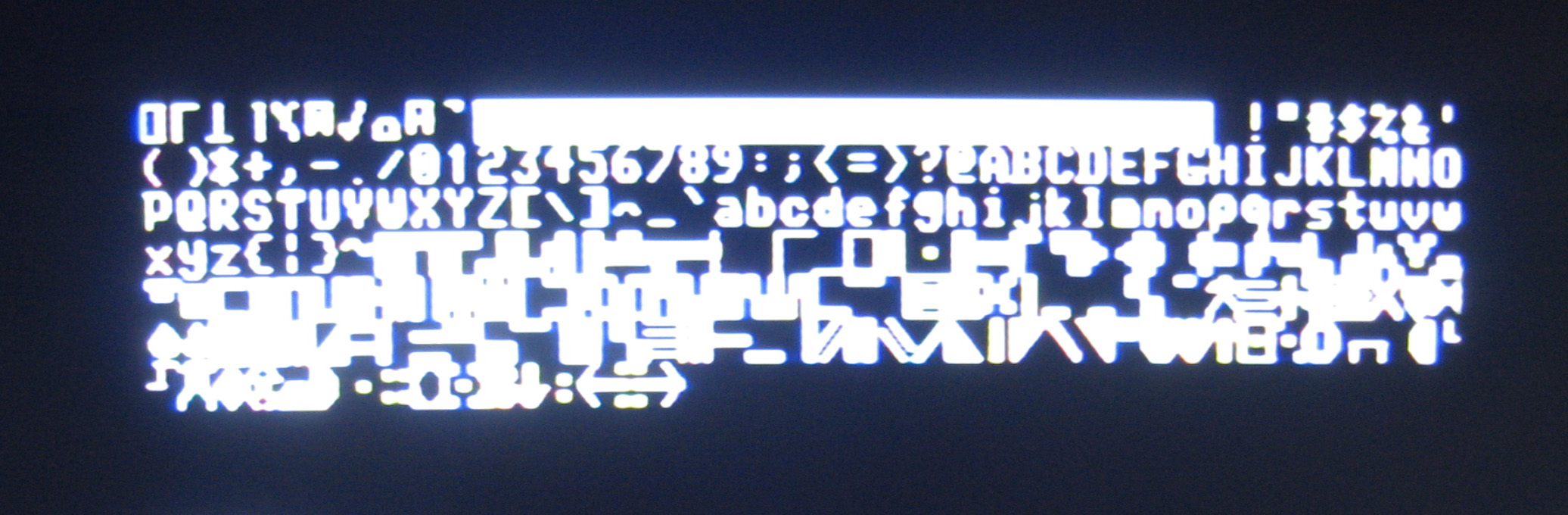
Zeichensatz neuseeländischer Colour Genies

- In Neuseeland wurde das Colourgenie mit einer anderen Dekodierung der Farben ausgeliefert, z. B. Farbe 16 ist Schwarz statt Weiß. Außerdem haben diese Geräte ein modifiziertes Zeichensatz-ROM. Der Grund hierfür ist, dass in Neuseeland in den 80er Jahren VHF anstatt UHF Fernsehgeräte verwendet wurden.
- Colour Genies, die in Deutschland ausgeliefert wurden, haben ein anderes Zeichensatz-ROM als die internationalen Modelle.

## Software
Von verschiedenen Drittanbietern (meist einzelne Programmierer) und der Firma TCS selbst wurden viele verschiedene Programme für das Colour Genie angeboten. Vor allem bei Spielen und Lernprogrammen gab es eine reichliche Auswahl, aber auch Textverarbeitung, Malprogramme oder Datenbankprogramme waren vorhanden.

## Daten Colour Genie EG 2000
- Prozessor: Z80A, 8 Bit, 2,2 MHz
- BASIC ROM: 16 kB
- RAM: 16 kB (32 kB mit 16 kB Speichererweiterung); Teile des RAM Speichers werden vom (Disketten)Betriebssystem genutzt, der verfügbare BASIC Speicher kann mit ?MEM angezeigt werden; wird beim Einschalten des Colour Genies die <MOD SEL> Taste festgehalten, so wird der Grafikspeicher dem verfügbaren BASIC Speicher hinzugefügt
- adressierbarer Speicher: 64 kB (0000 hex - FFFF hex)
- Tastatur: Schreibmaschine (QWERTY mit 63 Tasten, mit Belegung für Grafikzeichen und Farbänderung, 4 Funktionstasten)
- Bildschirmauflösungen: Vor den neuen ROMs: 160×96×4 Farben (orange, grün, blau, schwarz); 40×24 Zeichen in 16 Farben; danach 160×102×4 Farben; 40×25 Zeichen in 16 Farben
- 128 frei definierbare Zeichen
- Tonkanäle: 3+1 Rauschkanal, mono (Soundchip AY-3-8910)
- interner Lautsprecher (über Kippschalter abschaltbar). Ältere Modelle hatten keinen Lautsprecher.
- Anschlüsse: Speichererweiterung intern, Audio Ausgang, Composite Video Ausgang für Monitor oder TV, Antennenkabel, Lichtgriffel, RS232, Drucker (Centronics, Interfacekabel wurde benötigt), Kassettenrekorder, Joystick, Diskettenlaufwerk 5¼ Zoll über Erweiterungsport
- interner Transformator mit angeschlossenem Stromkabel (Eurostecker)
- Maße: 34,0 × 9,0 × 28,0 cm
- damaliger Verkaufspreis bei Erscheinen: 995,- DM (ca. 511 EUR); Zubehör: Handbuch, Demokassette, Kabel für Anschluss eines Kassettenrecorders (DIN-Stecker auf 2 × Mini-Klinke)

Anmerkungen
- Das COLOUR-BASIC war eine „aufgebohrte“ Version des Microsoft BASIC, das u. a. im TRS-80 Verwendung fand. Erkennbar ist dies an der sehr ungewöhnlichen Art, in der der BASIC-Befehl FCOLOUR codiert wurde: Der String für das Token lautet nur „FCOLOU“, danach folgt im Speicher der Buchstabe „R“. Der Grund für diese seltsame Codierung – alle anderen Token-Strings sind vollständig – liegt in einer Limitierung im ursprünglichen Microsoft-BASIC auf maximal sechs Zeichen für einen Token-String.
- Die Token-Werte für die 26 nicht im ursprünglichen Microsoft-BASIC enthaltenen Tokens, also für die des COLOUR-BASIC, bestehen aus je zwei Bytes mit Werten zwischen 0xff,0x80 und 0xff,0x99.